# 627939 Phyllisthornton
627939 Phyllisthornton è un asteroide della fascia principale. Scoperto nel 2012, presenta un'orbita caratterizzata da un semiasse maggiore pari a 2,404315 UA e da un'eccentricità di 0,093900, inclinata di 4,092874° rispetto all'eclittica.